# Une pyramide sur la mer
Une pyramide sur la mer est un roman de Michel Bataille publié en 1965 aux éditions Robert Laffont et ayant reçu le Prix des Deux Magots l'année suivante.

## Résumé
Une pyramide sur la mer est un roman historique sur la période de fin de règne de Louis XVI à la fin de l'Empire, dont la pyramide est un peu le symbole désespéré de la créativité humaine. Pour ne pas commettre d'erreurs historiques, Michel Bataille a fait relire son manuscrit à son ami Claude Manceron, qu'il qualifie comme très sérieux historien de l'Empire.

L'auteur dédie son livre à son oncle Georges Bataille dont l'ouvrage La Part maudite lui a permis d'illustrer la théorie économique générale que son oncle a mise à nu.

## Éditions
- Une pyramide sur la mer, éditions Robert Laffont, 1965.